# Liste der Bodendenkmäler in Schönberg (Oberbayern)
Auf dieser Seite sind die Bodendenkmäler in der oberbayerischen Gemeinde Schönberg zusammengestellt. Diese Tabelle ist eine Teilliste der Liste der Bodendenkmäler in Bayern. Grundlage ist die Bayerische Denkmalliste, die auf Basis des Bayerischen Denkmalschutzgesetzes vom 1. Oktober 1973 erstmals erstellt wurde und seither durch das Bayerische Landesamt für Denkmalpflege geführt wird. Die folgenden Angaben ersetzen nicht die rechtsverbindliche Auskunft der Denkmalschutzbehörde.

## Bodendenkmäler der Gemeinde Schönberg

### Bodendenkmäler in der Gemarkung Aspertsham
| Lage                  | Objekt | Akten-Nr.     | Bild |
| --------------------- | --- | ------------- | ---- |
| Aspertsham (Standort) | Untertägige mittelalterliche und frühneuzeitliche Befunde im Bereich der Katholischen Kuratiekirche St. Johann Baptist Aspertsham und ihres Vorgängerbaus. | D-1-7640-0084 |      |

### Bodendenkmäler in der Gemarkung Schönberg
| Lage                 | Objekt | Akten-Nr.     | Bild |
| -------------------- | --- | ------------- | ---- |
| Schönberg (Standort) | Grabhügel vorgeschichtlicher Zeitstellung. | D-1-7640-0009 |      |
| Schönberg (Standort) | Untertägige spätmittelalterliche und frühneuzeitliche Befunde im Bereich der Katholischen Pfarrkirche St. Michael in Schönberg und ihrer Vorgängerbauten.                                    | D-1-7640-0077 |      |
| Schönberg (Standort) | Untertägige mittelalterliche und frühneuzeitliche Befunde im Bereich der Katholischen Kapelle St. Michael in Michaelhölzl und ihres Vorgängerbaus. Siehe auch: St. Michael (Michaelhölzl)    | D-1-7640-0078 |      |
| Schönberg (Standort) | Untertägige spätmittelalterliche und frühneuzeitliche Befunde im Bereich der Katholischen Filialkirche St. Stephan in Unterweinbach. Siehe auch: St. Stephan (Unterweinbach)                 | D-1-7640-0080 |      |
| Schönberg (Standort) | Untertägige spätmittelalterliche und frühneuzeitliche Befunde im Bereich der Katholischen Filialkirche St. Georg in Ellwichtern und ihres Vorgängerbaus. Siehe auch: St. Georg (Ellwichtern) | D-1-7640-0082 |      |
| Schönberg (Standort) | Abgegangenes Schloss der frühen Neuzeit (Schloss Schönberg). | D-1-7640-0085 |      |